# Хилово (Островский район)
Хилово — деревня в Горайской волости Островского района Псковской области.
Расположена юго-восточнее от впадения реки Верша в Синюю, в 32 км к югу от города Остров и в 5 км к югу от волостного центра, деревни Крюки.
Постоянное население по состоянию на 2000 год в деревне отсутствовало.
До 3 июня 2010 года деревня входила в состав ныне упразднённой Синерецкой волости с центром в д.Гривы.